# Euphaedra villiersi
Euphaedra villiersi är en fjärilsart som beskrevs av Condamin 1964. Euphaedra villiersi ingår i släktet Euphaedra och familjen praktfjärilar. Inga underarter finns listade i Catalogue of Life.